# Deutsches Erdölmuseum Wietze

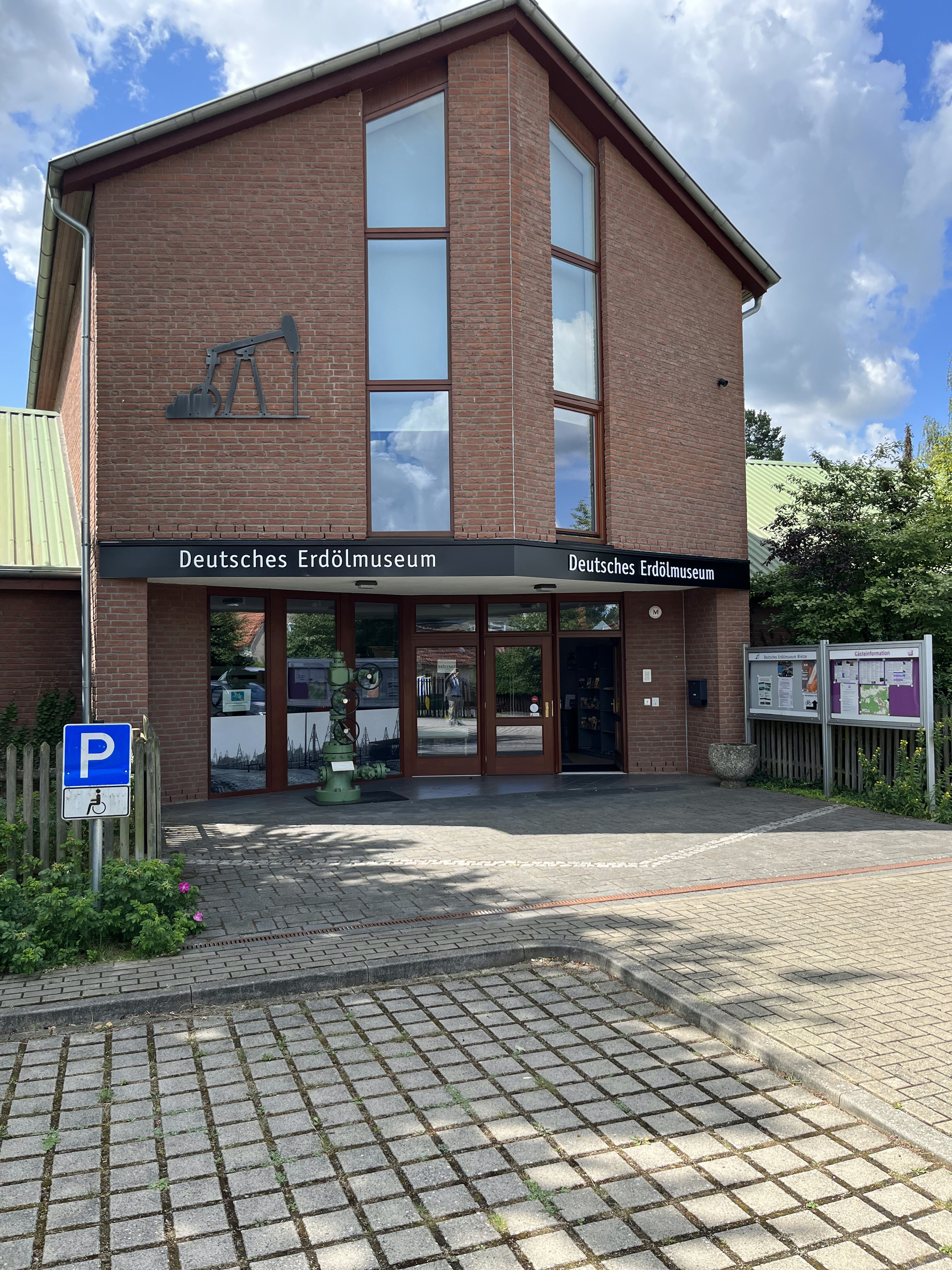
Museumseingang, 2023

Das Deutsche Erdölmuseum Wietze befindet sich in Wietze, einer Gemeinde westlich von Celle im Landkreis Celle (Niedersachsen). Es wurde auf einem Teil des ehemaligen Erdölfeldes Wietze eingerichtet und 1970 eröffnet. 2023 wurde seine Dauerausstellung inhaltlich erweitert und neu gestaltet.

## Beschreibung

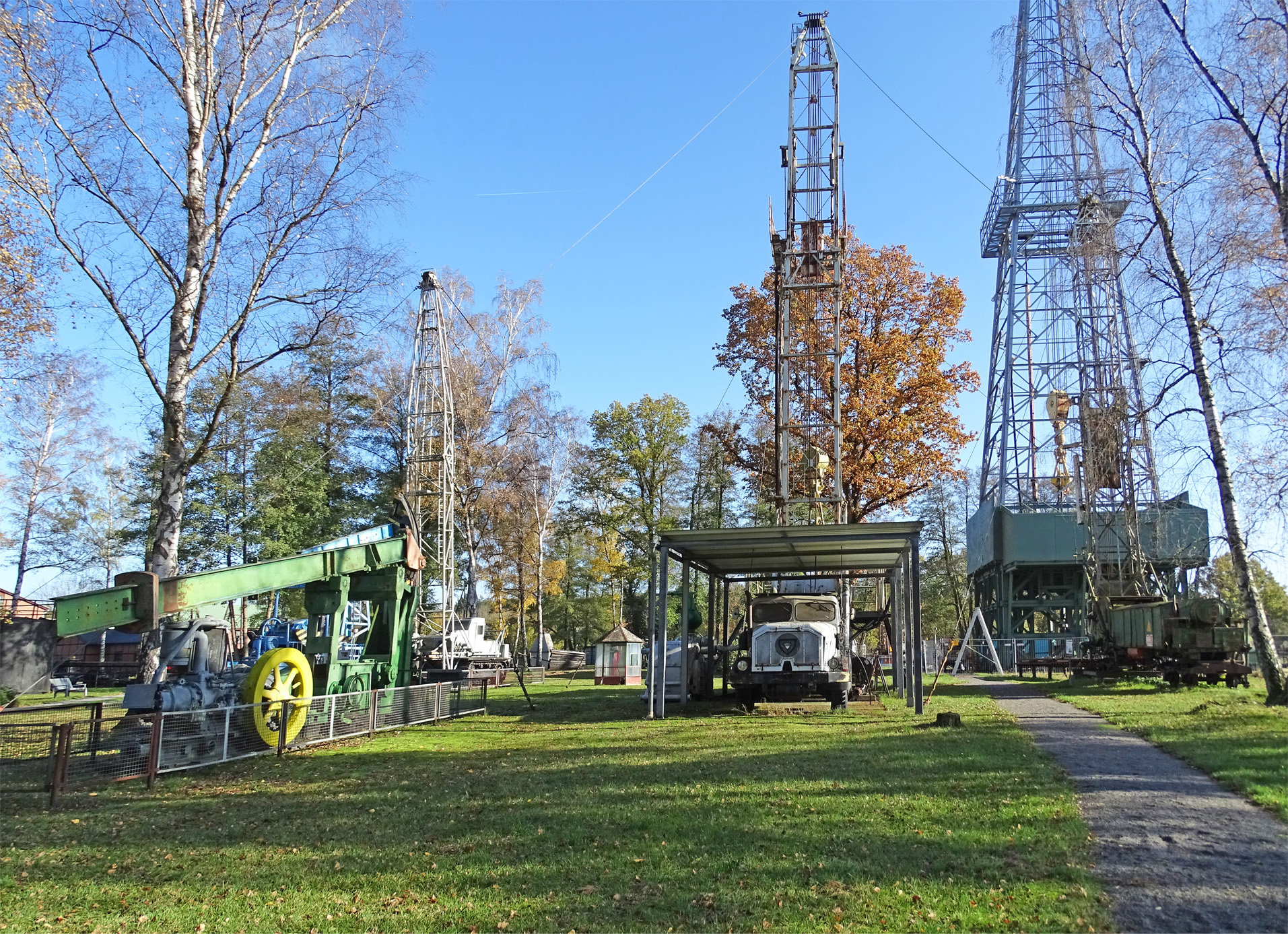
Hinterer Teil des Museumsgeländes

Das Deutsche Erdölmuseum ist eine Einrichtung der Gemeinde Wietze und wird durch den Verein Deutsches Erdöl- und Erdgasmuseum Wietze e. V. betrieben. Sie befindet sich im Kernbereich des einstigen Wietzer Erdölfeldes. Leiter des Museums ist seit 2015 Stephan A. Lütgert.
Die Ende der 1990er Jahre eingerichtete rund 450 m² große Dauerausstellung informiert über die Entstehung, das Vorkommen sowie über die Exploration, Gewinnung, Verarbeitung und Verwendung von Erdöl. Im besonderen Fokus steht die Geschichte der Erdölgewinnung in Wietze, die sich bis auf das Jahr 1652 zurückverfolgen lässt. Ein Alleinstellungsmerkmal der Einrichtung stellt das etwa zwei Hektar große Freigelände am Ufer des Flüsschens Wietze dar, auf dem mehrere betriebsfähige fördertechnische Einrichtungen der Erdölindustrie aus der Zeit vor 1930 erhalten geblieben sind, die seit 2021 unter Denkmalschutz stehen. Darüber hinaus finden sich auf dem Außenareal zahlreiche technikhistorische Relikte aus verschiedenen Erdölfördergebieten Deutschlands. Ein besonderes Exponat ist ein 54 Meter hoher Bohrturm, der 1961 von Eikomag in Düsseldorf für die Firma Wintershall gebaut wurde und bis 1986 auf 32 Bohrplätzen in Norddeutschland im Einsatz war. Er wurde 2020 fast vollständig instand gesetzt.
Der Trägerverein des Museums gibt in unregelmäßiger Folge die Zeitschrift Ölpost heraus.
Seit 2015 wird die Neuaufstellung des Museums betrieben, die mit einer vollständig erneuerten Dauerausstellung im Mai 2023 im Wesentlichen abgeschlossen wurde. 2021 wurde dem Museum in diesem Zusammenhang auch erneut das Museumsgütesiegel des Museumsverbandes für Niedersachsen und Bremen verliehen.
2021 trug das Niedersächsische Landesamt für Denkmalpflege das historische Ensemble von Erdöl-Fördereinrichtungen auf dem Museumsgelände in das Verzeichnis der Kulturdenkmale als Baudenkmal ein. Dazu zählen unter anderem vier hölzerne Fördertürme mit Zubehör, eine Transportpumpe, Messgefäße und ein Öltank. Begründet wurde die Unterschutzstellung mit der Bedeutung der Anlagen für die Wirtschaftsgeschichte der Erdölindustrie in Deutschland.
Das Museum ist Gründungsmitglied des Netzwerks European Oil Museums. und Mitglied der Europäischen Route der Industriekultur (ERIH).

## Wietze und Erdöl

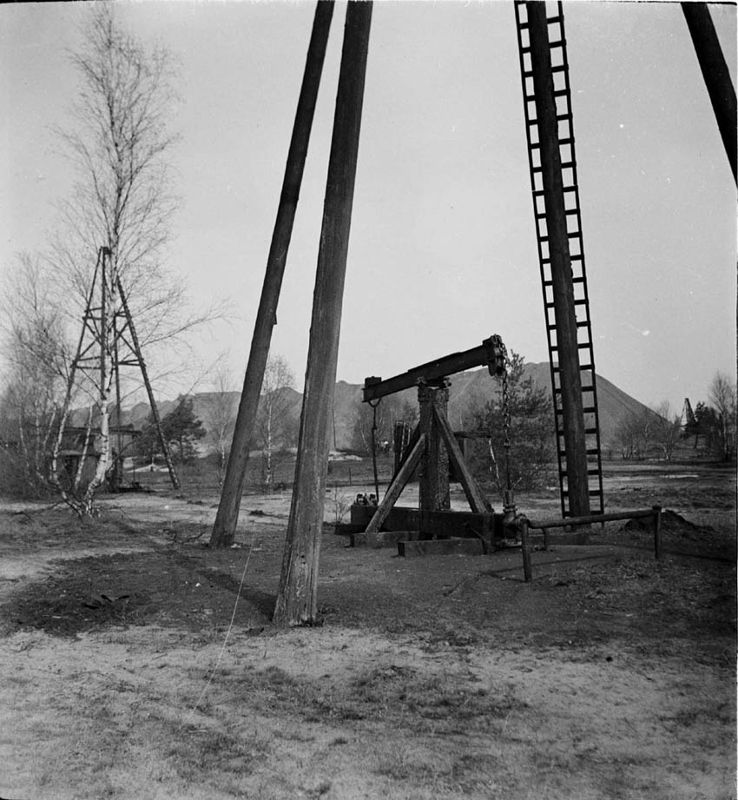
„Bohrtürme, Pumpe und Ölsandkippe in Wietze“, 1935

Der Ort Wietze spielte in der Geschichte der Erdölgewinnung eine besondere Rolle: Hier gewann man schon Mitte des 17. Jahrhunderts aus flachen „Teerkuhlen“ ölhaltigen Sand, aus dem das Öl in großen hölzernen Trögen ausgewaschen wurde. Das geläuterte Schweröl wurde als Schmiermittel (Wagenschmiere), Holzanstrich und Heilmittel verwendet und weit über die Region hinaus verhandelt. 1858 wurde am Rande der größten Teerkuhle eine der weltweit ersten Erdölbohrungen niedergebracht. Über 2000 weitere Bohrungen folgten bis Anfang der 1930er-Jahre, wobei es sieben verschiedene Ölvarietäten gab, die sich in ihren Eigenschaften (Dichte, Farbe, Geruch) unterschieden.
Von 1920 bis 1963 wurde Erdöl auch im Untertagebau im Wietzer Ölschacht gewonnen, der zum Schluss über eine Streckenlänge von über 95 Kilometer verfügte und zur Hochzeit eine Untertagebelegschaft von bis zu 400 Mann besaß.
In Wietze waren in der Anfangszeit mehrere Dutzend Ölgesellschaften tätig; zwischen 1900 und 1920 war Wietze das produktivste deutsche Erdölfeld und lieferte knapp 80 Prozent der deutschen Förderung. Man baute einen Bahnhof, eine Verladestelle, eine Raffinerie, zahlreiche Betriebs- und Verwaltungsgebäude, Direktorenvillen, Arbeitersiedlungen, Öltanks und vieles mehr.

## Bilder

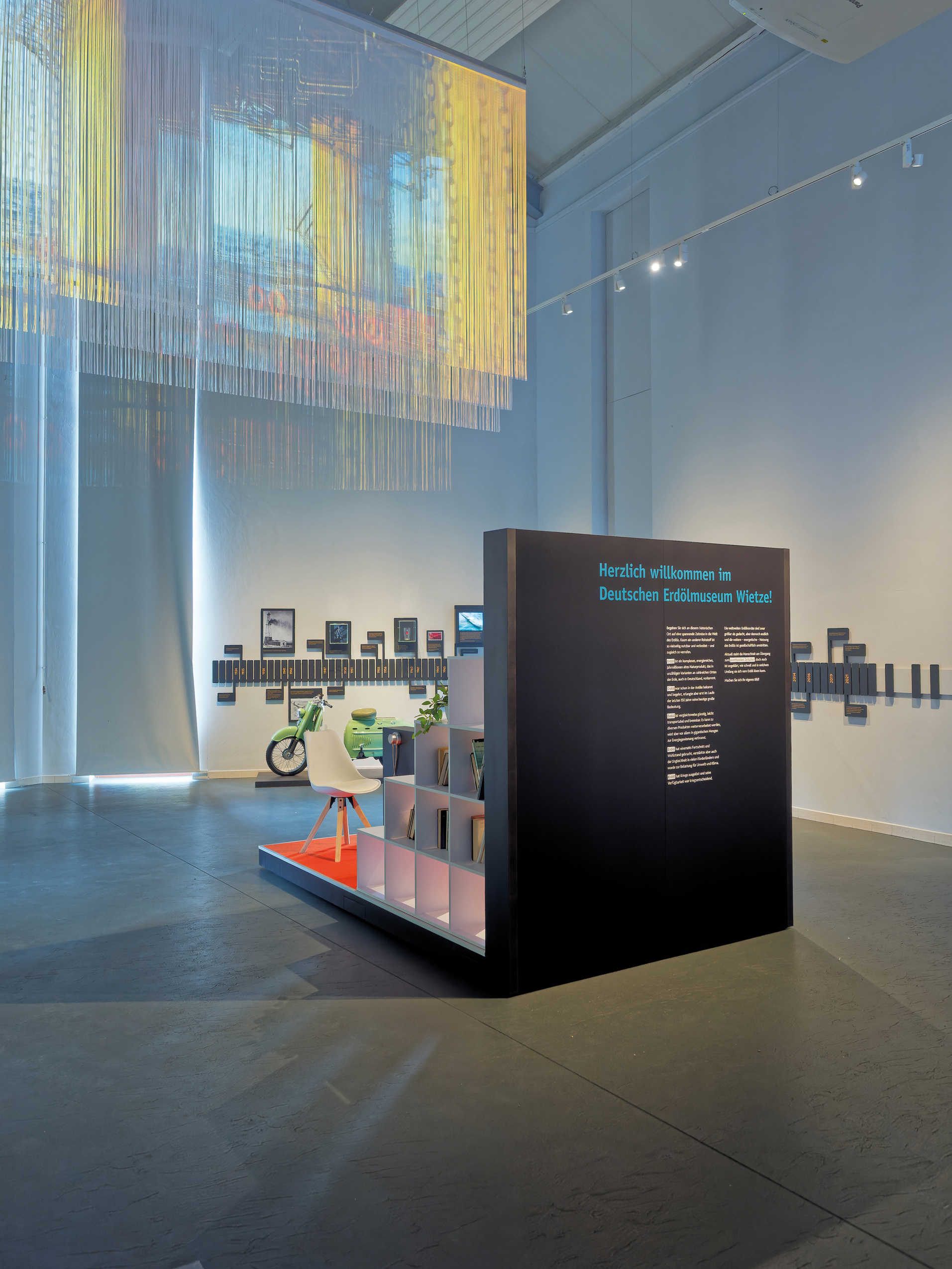
Eingangshalle
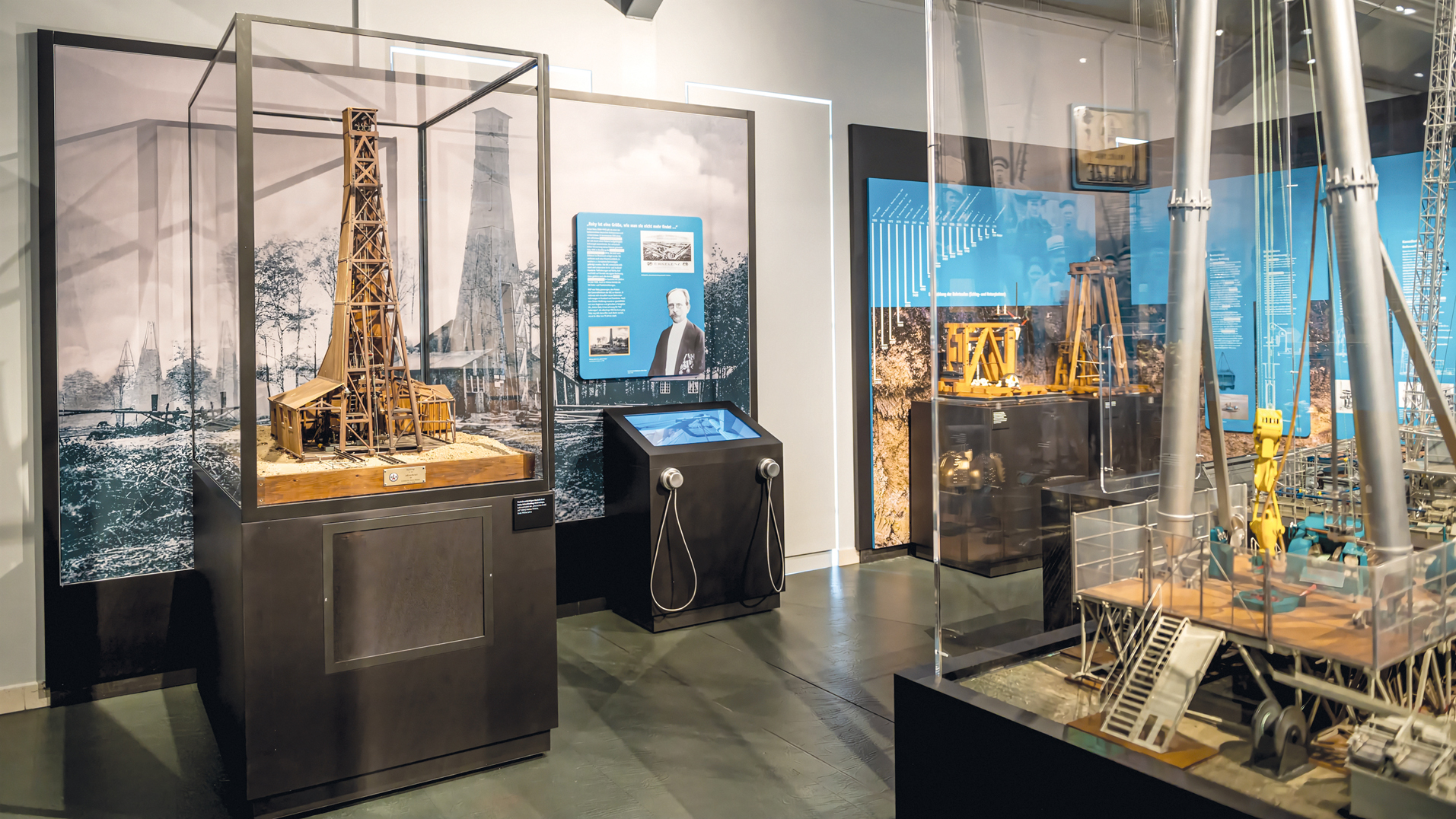
Bohrabteilung in der neuen Dauerausstellung
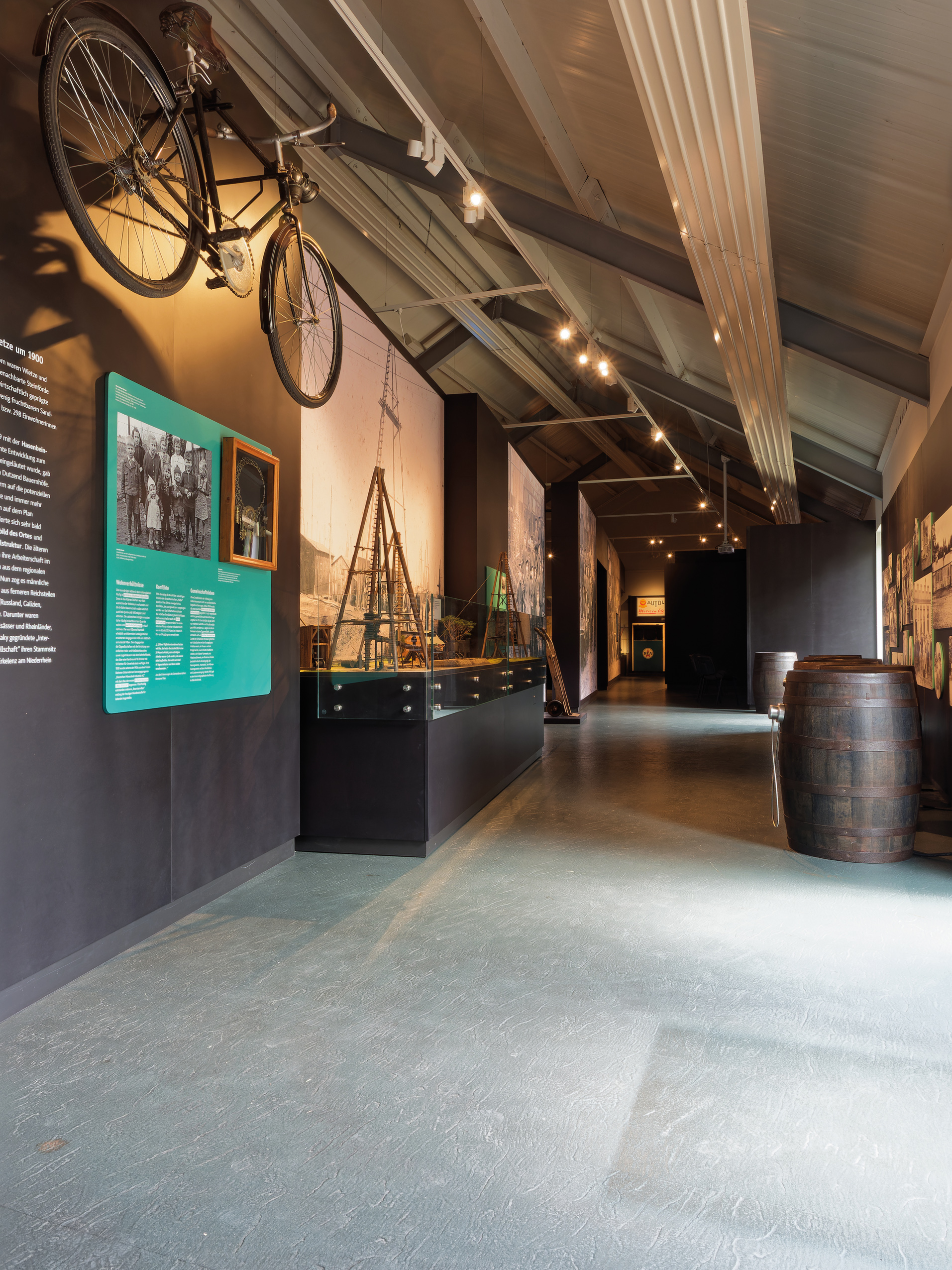
Blick in die Wietze-Abteilung
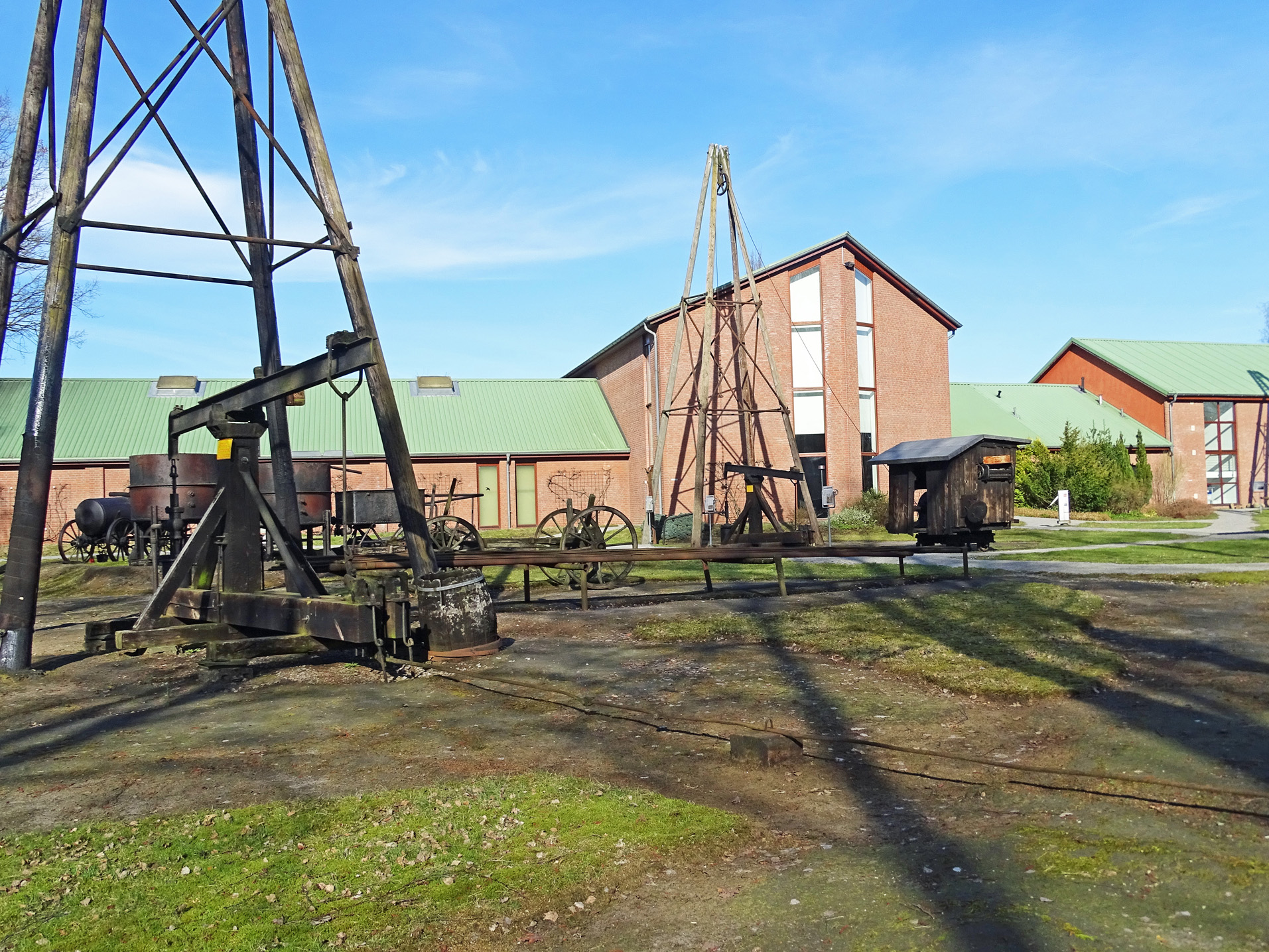
Historische Fördereinrichtungen
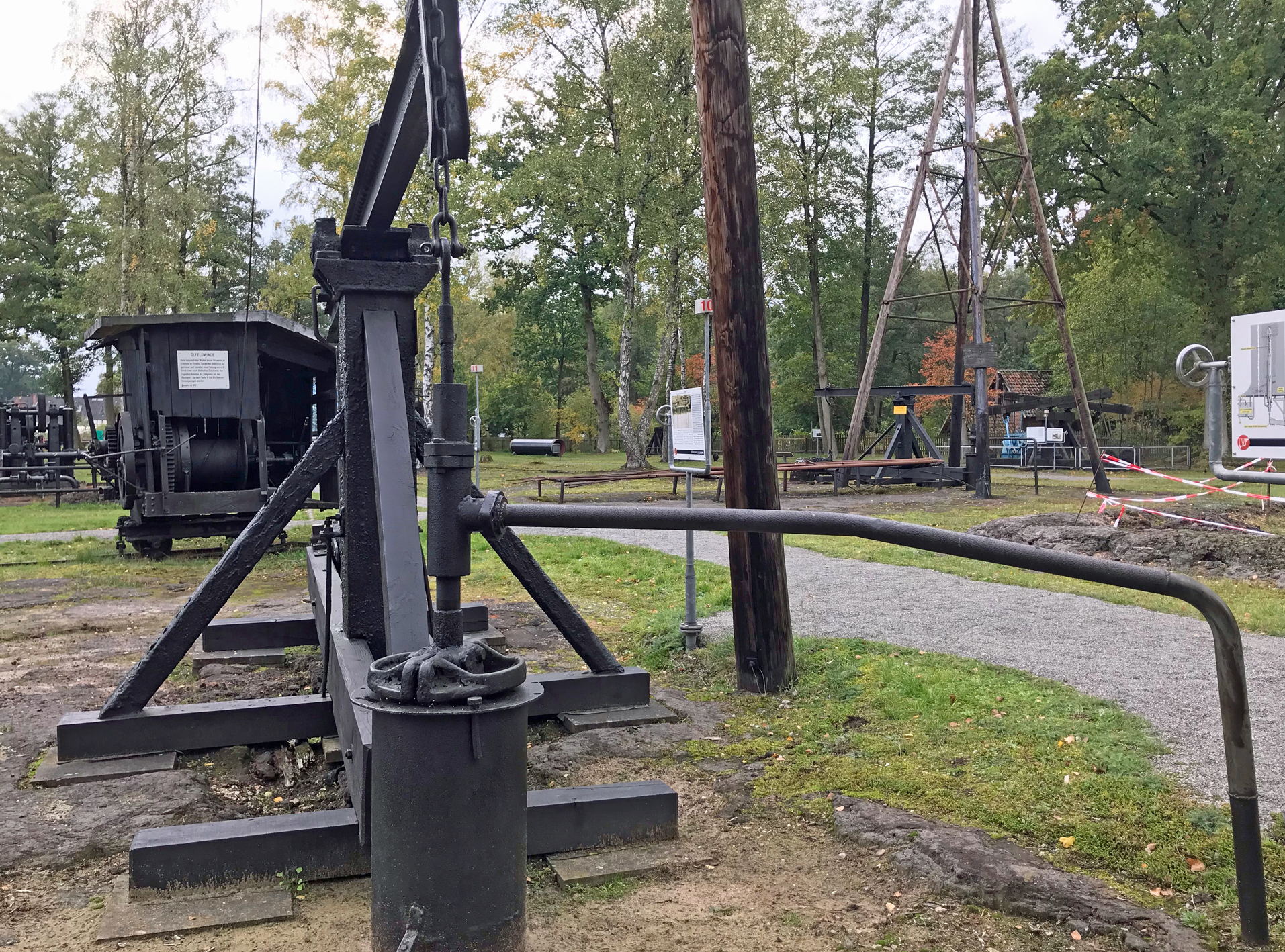
Tiefpumpenbock und Ölfeldwinde
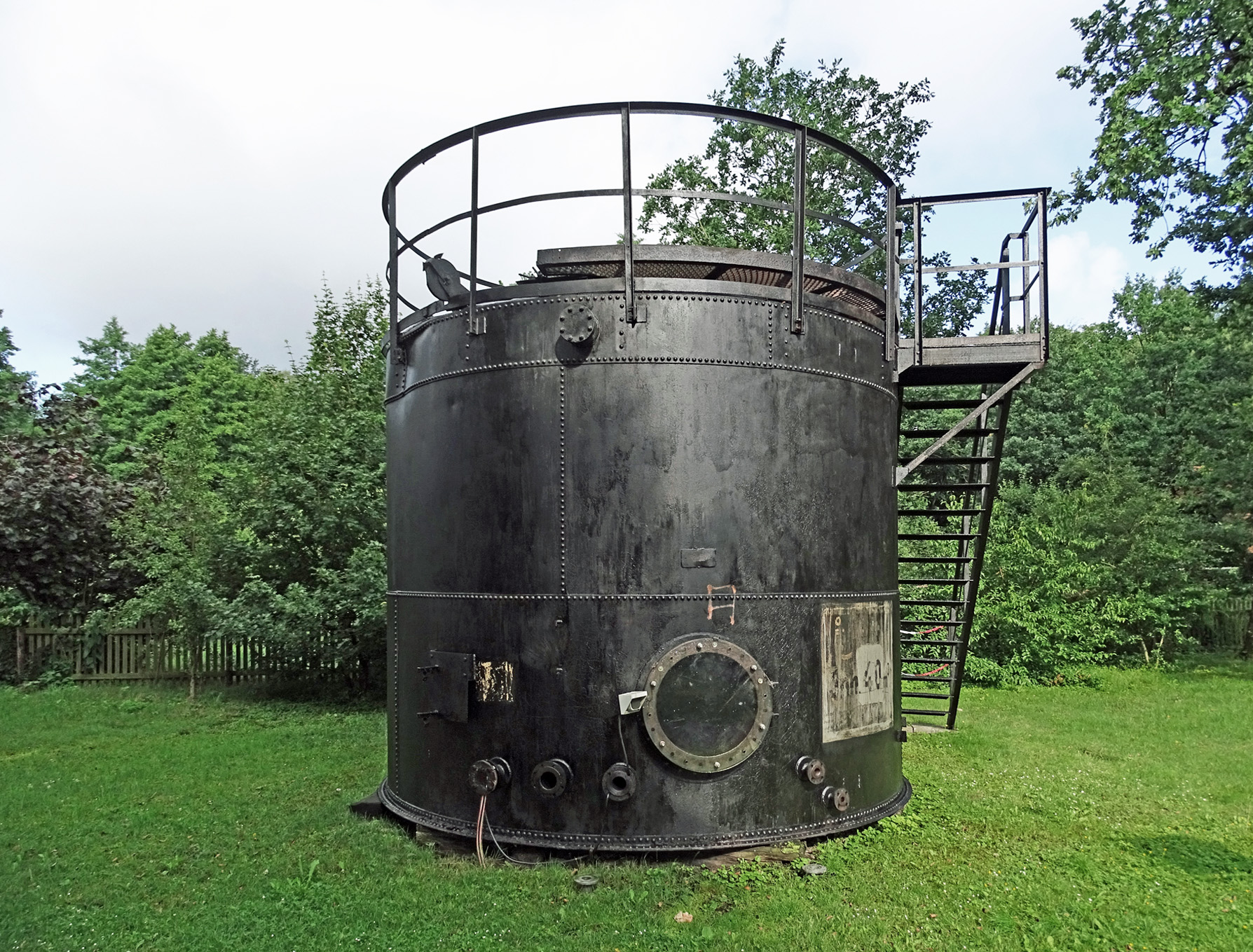
Genieteter Öltank
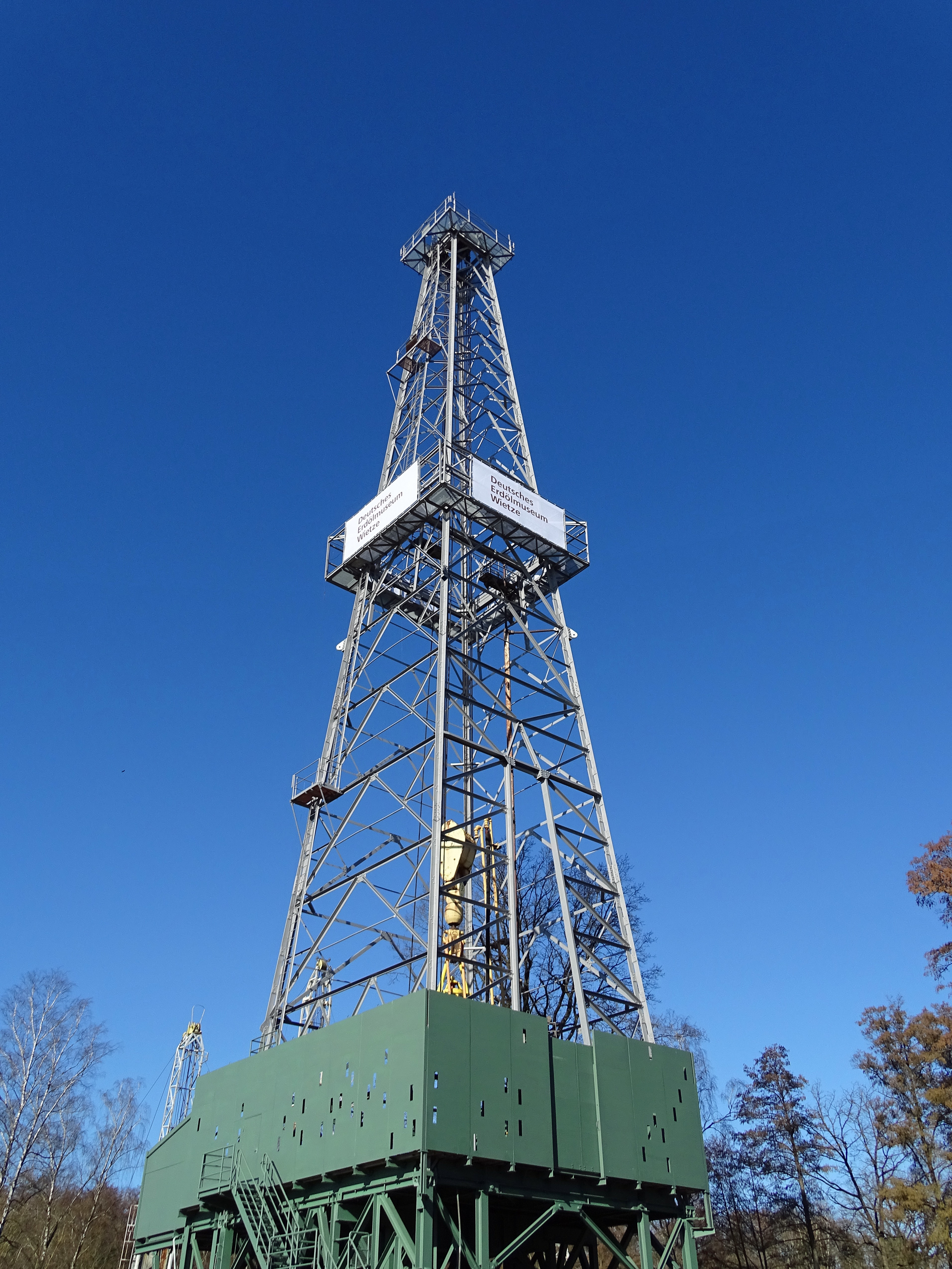
Wintershall-Bohrturm ("Turm 70") auf dem Freigelände
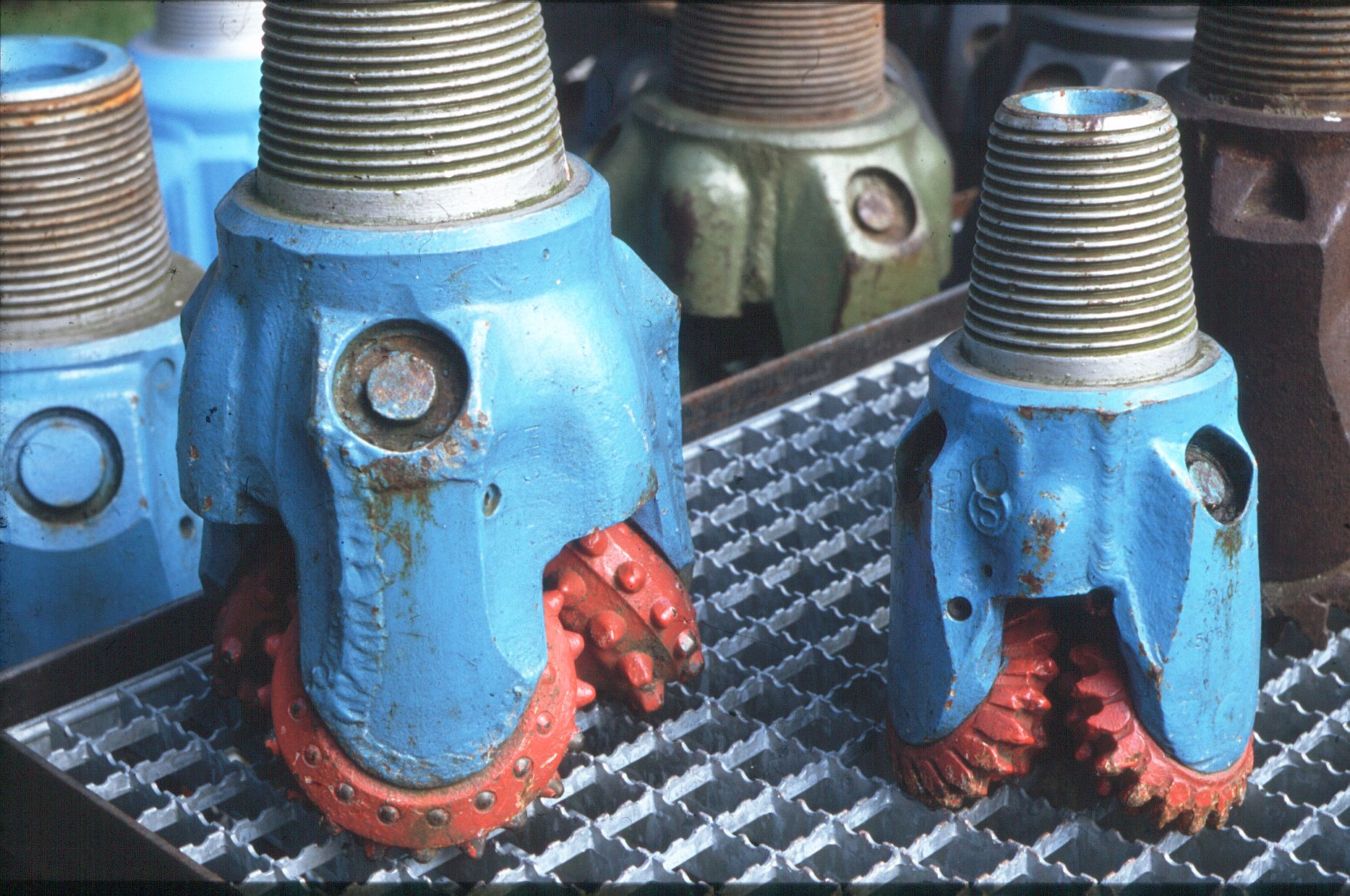
Bohrmeißel